# Johannes Nider
Johannes Nider (Suabia, ca. 1380 - Colmar, 13 de agosto de 1438) fue un teólogo alemán.

## Biografía
Nider entró a la Orden de Predicadores en Colmar y, tras su profesión, fue enviado a Viena para proseguir sus estudios filosóficos, que culminó en Colonia, donde fue ordenado. Ganó una gran reputación en Alemania como predicador y participó activamente en el Concilio de Constanza. Tras realizar un estudio de los conventos dominicos de estricta observancia en Italia, regresó a la Universidad de Viena, donde empezó a enseñar Teología en 1425.
Elegido prior del convento dominico de Núremberg en 1427, sirvió sucesivamente como socius a su maestro general y vicario de los conventos reformados de la provincia alemana. En esta posición, mantuvo su reputación de reformador y, en 1431, fue elegido prior del convento de estricta observancia en Basilea. Participó en el Concilio de Basilea, donde se hizo conocido como teólogo y legado. Realizó varias embajadas a los Husitas bajo el mandato del cardenal Julian. Enviado como legado del Consejo a los bohemios, logró pacificarlos. Viajó a Ratisbona en 1434 para llevar a efecto la reconciliación con los bohemios y, luego, prosiguió a Viena a continuar con su trabajo de reformar conventos. 
Durante la discusión que siguió a la disolución del Concilio de Basilea por el papa Eugenio IV, se unió al partido a favor de continuar el Concilio en Alemania; sin embargo, lo abandonó cuando el Papa se mantuvo firme en su decisión. Retomó sus cátedras de Teología en Viena en 1436 y fue elegido dos veces decano de la universidad antes de su muerte. Como teólogo, su adherencia a los principios tomistas y sus métodos prácticos lo distinguieron entre sus contemporáneos.

## Obras
El más importante de sus escritos es el Formicarius, un tratado de cuestiones filosóficas, teológicas y sociales de su época, en el que trabajó entre 1435 y 1437. El libro quinto del Formicarius está dedicado a la brujería y el satanismo. Relata las experiencias de Pedro de Greyerz, un inquisidor activo en las regiones alrededor de Berna entre los años 1390 y 1410. Pedro sostenía haber entrevistado un brujo capturado, quien describió en detalle la brujería, en especial, los actos relativos a asesinatos de niños, herejía y apostasía.
Entre sus otros escritos se encuentran:
- Sermones de tempore et de sanctis cum quadragesimali. Esslingen am Neckar: Konrad Fyner, 1476-1478. Espira: Peter Drach, 13 de noviembre de 1479.
- Praeceptorium divinae legis, sive Expositio Decalogi. Reutlingen: Michael Greyff, 8 de julio de 1479; Basilea: Johann Amerbach, 1481 (edición editada en Basilea de una recopilación de comentarios sobre los diez mandamientos que apareció primero en Colonia en 1472. Una parte trata del sexto mandamiento, sobre el placer, la voluptuosidad, el sexo y la gula que pretende reglamentar).
- Aurei sermones totius anni de tempore et de sanctis cum quadragesimali. Espira: Peter Drach, 30 de noviembre de 1479.
- Consolatorium timorate conscientie. París: Perrin, 31 de enero de 1494.
- Tractatus utilis de septem peccatis mortalibus. París: Denis Roce, antes de 1510
- De Lepra Moralis. París: (Jean Petit) s.d. (1514).
- Opus historicum et morale sui temporis. De principibus, episcopis, praelatis, sacerdotibus, monachis, monialibus, Beguinis & Begardis, rebuspublicis, civibus, conjugatis, viduis, virginibus, maleficis, necromanticis, incubis, succubis, aniacis, visionibus, somniis, miraculis, &c. Auspiciis … Rudolphi Augusti, Brunsv. ac luneb. Ducis ex antiqua editione 1517. Luci redditum ab Hermanno von der Hardt Helmstadi, 1696